# Формальне доведення
Формальне доведення — визначення істинності твердження шляхом встановлення його необхідного зв'язку з іншими твердженнями, прийнятими за істинні. Доведення полягає у висуненні тези (положення, що доводиться), всіх інших можливих гіпотез і підшукуванні аргументів — істинних тверджень, що впливають на ймовірність гіпотез. Доведення закінчене, якщо жодна гіпотеза, крім тези, неможлива. Доведення буває пряме, якщо істинність тези безпосередньо випливає з аргументів, і непряме, якщо доводиться хибність альтернативних гіпотез. Поняття Доведення для кожної теорії вказує на способи, якими аргументи пов'язуються з гіпотезами, й залежить від характеру знань, підсумованих у теорії.
Встановлювані формальною логікою правила доведення загальнозначимі лише в тому розумінні, що порушення їх неприпустиме. Доведення є суто формально-логічним, якщо теза доводиться тільки засобами формальної логіки. Таке Доведення вимагає формулювання тез формалізованою мовою логіки у вигляді правильно побудованих формул (п. п. ф.). Тоді при аксіоматичній побудові Доведенням називається скінченна послідовність, що складається з однієї або більше п. п. ф., якщо кожна п. п. ф. в послідовності є або аксіомою, або безпосередньо виводиться за одним з правил виводу з попередніх п. п. ф. послідовностей.

## Формальна мова
Формальна мова — множина скінченних послідовностей символів. Така мова може існувати без нав'язувань їй жодних інтерпретацій, тобто, без семантики.

## Формальна граматика
Формальна граматика (формальні правила) — точний опис формул формальної мови. Тобто множини строк із заданого алфавіту, що утворює формули. 

## Формальна система
Формальна система (логічна система) складається з формальної мови та дедуктивної системи, яка в свою чергу складається з правил висновування та аксіом.
Формальна система породжує одні вирази з інших (див. Теорія доведення).

## Інтерпретації
Інтерпретація формальної системи, це присвоєння смислових значень її символам та значень істинності її реченням.
Вивчення інтерпретацій називається формальною семантикою. Задавати інтерпретацію є синонімом виразу будувати модель.